# Louis III de Blois-Châtillon
Pour les articles homonymes, voir Louis III.
Louis III de Châtillon, né vers 1375, mort en 1391, comte de Dunois, fils de Guy II de Châtillon, comte de Blois, et de Marie de Namur,  épouse en 1386 Marie de Berry (° 1375 † 1434), fille de Jean de France, duc de Berry, et de Jeanne d'Armagnac, mais n'a pas d'enfant.
Il meurt avant son père et celui-ci, sans autre héritier, vend tous ses biens à Louis Ier d'Orléans.